# Narmer
Narmer a fost un faraon egiptean ce a domnit în secolul XXXI î.Hr. Considerat a fi succesorul Regelui Scorpion și/sau Ka din perioada Egiptului predinastic, acestuia i se atribuie de către unii istorici rolul de unificator al Egiptului și fondator al Primei Dinastii, devenind, prin urmare, primul rege al întregului Egipt.
Specialiștii sunt de acord în privința faptului că unificarea Egiptului, spre sfârșitul Perioadei Predinastice, a avut loc în două etape. În primul rând, se poate vorbi de răspândirea sau impunerea unei culturi materiale unice (în cazul de față având în vedere produsele caracteristice culturii Naqada din sudul Egiptului) și, în cele din urmă, instituirea unui control politic asupra întregii țări.
În stadiul actual al cercetărilor este dificil să reconstituim etapele concrete ale unificării politice și mai ales modalitatea prin care Narmer a reușit să fondeze primul stat centralizat al istoriei umane. Dificultăți există și în privința citirii sau a interpretării numelui unificatorului. În mod convențional acesta se scrie prin intermediul unui singur semn, desenul unui pește din familia Clariide, genul Heterobranchus, care ulterior are valoarea fonetică nar. Câteodată acest semn hieroglific este urmat de un altul reprezentând o daltă, cu valoarea fonetică mer. Deci numele complet al primului faraon al dinastiei I ar fi Narmer. Deseori, în lucrările de specialitate apare numai interpetarea primului element al numelui, tradus prin conceptul „Catfish“.
După Manethon faraonii primelor două dinastii sunt originari din așezarea Thinis din Egiptul de Sus. Necropola sacră a habitatului este Abydos (cimitirul de la Umm el-Qaab), unde există și mormintele primi-lor regi ai Egiptului, inclusiv al lui Narmer (B 17/18, fiind un mormânt dublu). În cazul în care am accepta teoria unor savanți conform căreia Narmer este identic cu legendarul Menes (v. în special A. B. Lloyd) atunci primul ar fi fost și fondatorul așezării denumite ulterior Memphis. Cel puțin până în prezent, la Saqqara – necropola Memphis-ului – nu s-a descoperit nici un monument sau vreo urmă arheologică care se poate atribui lui Narmer.
Cele mai importante monumente ale domniei lui Narmer sunt pale-ta ceremonială și capătul de sceptru, ambele descoperite la sfârșitul secolului al XIX-lea la Hierakonpolis.
Paleta lui Narmer redă simbolic triumful faraonului asupra Egiptu-lui de Jos și unificarea țării. În rândul specialiștilor există mai multe opinii referitoare la data sau prilejul confecționării obiectului. Foarte mulți egiptologi nu mai acceptă interpretarea istorică tradițională(conform căreia piesa a fost realizată în urma victoriilor obținute de către Narmer asupra Egiptului de Jos și unificarea țării)și socotesc că scenele de pe paletă co-memorează un act simbolic, ținând cont de faptul că „unificarea celor două țări“ era o parte componentă a ritualului regal timpuriu de încoronare. După alți savanți paleta este o expresie mitică a omnipotenței faraonului, fără nici o legătură cu un eveniment istoric. Se pare că noile descoperiri ale arheologilor germani de la Umm el-Qaab, în special a unei plăcuțe fragmentare pe care apar scene asemănătoare cu cele de pe paleta lui Narmer, revigorează credibilitatea vechii interpretări istorice a piesei.
Capătul de sceptru poartă o serie de scene a căror interpretare a captat atenția mai multor generații de savanți. Inițial s-a considerat că scenele piesei comemorau nunta lui Narmer cu o prințesă a Egiptului de Jos, însă trebuie precizat faptul că până în prezent nu există alte dovezi care să susțină o eventuală unificare a Egiptului printr-o „căsătorie dinastică“. Acea figurină de pe obiect se poate considera o zeitate, iar obiectul co-memora o ceremonie religioasă dintr-un district al orașului Buto din nord-vestul Deltei cu ocazia unificării țării.
Trebuie precizat faptul că unificarea s-a realizat prin intermediul unor lupte purtate de către Narmer împotriva populației Egiptului de Jos.
Spre deosebire de înaintașii săi, așa-numiții regi ai „dinastiei 0“, Narmer este atestat prin descoperiri mult mai numeroase, provenind din diferite orașe ale țării: Minshat Abu Omar, Buto, Zawiet el-Aryan, Tura, Heluan, Tarkhan (toate din Deltă), Abydos, Naqada și Hierakonpolis. În aceste așezări numele fondatorului apare pe fragmente ceramice, în interiorul serekh-ului tradițional.
În zona deșertului estic, la Wadi Qash, pe o stâncă apare iarăși serekh-ul cu numele lui Narmer, probabil fiind legat de activitățile miniere din zonă.
Într-o serie de așezări din sudul Palestinei cum ar fi Tel Erani, Tell Arad și Nahal Tillah s-au descoperit fragmente ceramice cu numele lui Narmer. Unii savanți au presupus că ele sunt mărturii ale unor războaie purtate de către Narmer, alții – mult mai numeroși – sunt de părere că aceste piese reprezintă dovezi clare ale existenței unor „colonii“ egiptene de pe teritoriul actualului Israel. Deși această din urmă ipoteză este greu de respins, credem că mărturiile amintite atestă cel puțin existența unor relații comerciale dintre Egipt și sudul Palestinei în timpul domniei lui Narmer. Prin aceasta s-ar explica și prezența unor vase sau fragmente ale acestora de tip sirio-palestinian descoperite la Abu Rowash sau Abydos de pe teritoriul Egiptului.
Se pare că au existat relații mai puțin pașnice cu triburile libiene de la granița de vest a Egiptului. Pe un cilindru de fildeș, descoperit la Hierakonpolis, apare elementul Nar din numele lui Narmer, care zdrobește captivi. Prezența unui text scurt – <ta> tjehenu „<țara> libienilor“ – ar fi indiciul unei campanii militare purtate de către Narmer împotriva tribu-rilor libiene care amenințau teritoriul egiptean.
Ținând cont în special de reprezentările care apar pe cele mai importante monumente ale domniei lui Narmer – paleta și capătul de sceptru – se poate stabili faptul că iconografia regală era destul de apropiată de cea tradițională, cunoscută de-a lungul istoriei faraonice. Astfel, Narmer poartă coroana roșie a Egiptului de Jos, coroana albă a Egiptului de Sus, flagellum-ul, sandalele și nu în ultimă instanță stindardele. Apar și primii oficiali ai curții regale: purtătorul de sandale, un funcționar purtând titulatura tjet – probabil precursorul purtătorului funcției de vizir. După egiptologii de ultimă generație, pentru perioada domniei lui Narmer se poate documenta și practicarea unui ritual regal, numit „apariția regelui în calitate de biti“.
Dintre divinitățile egiptene se poate documenta venerarea zeiței Bat, originară din Egiptul de Sus, considerată uneori ca o manifestare a zeiței Hathor, iar ulterior aceasta din urmă a asimilat-o în totalitate.
Trebuie subliniat faptul că orice descoperire ulterioară poate schimba, chiar dacă nu în totalitate, cel puțin 
parțial anumite aspecte ale faptelor cunoscute în prezent despre domnia și personalitatea lui Narmer.

## Galerie de imagini

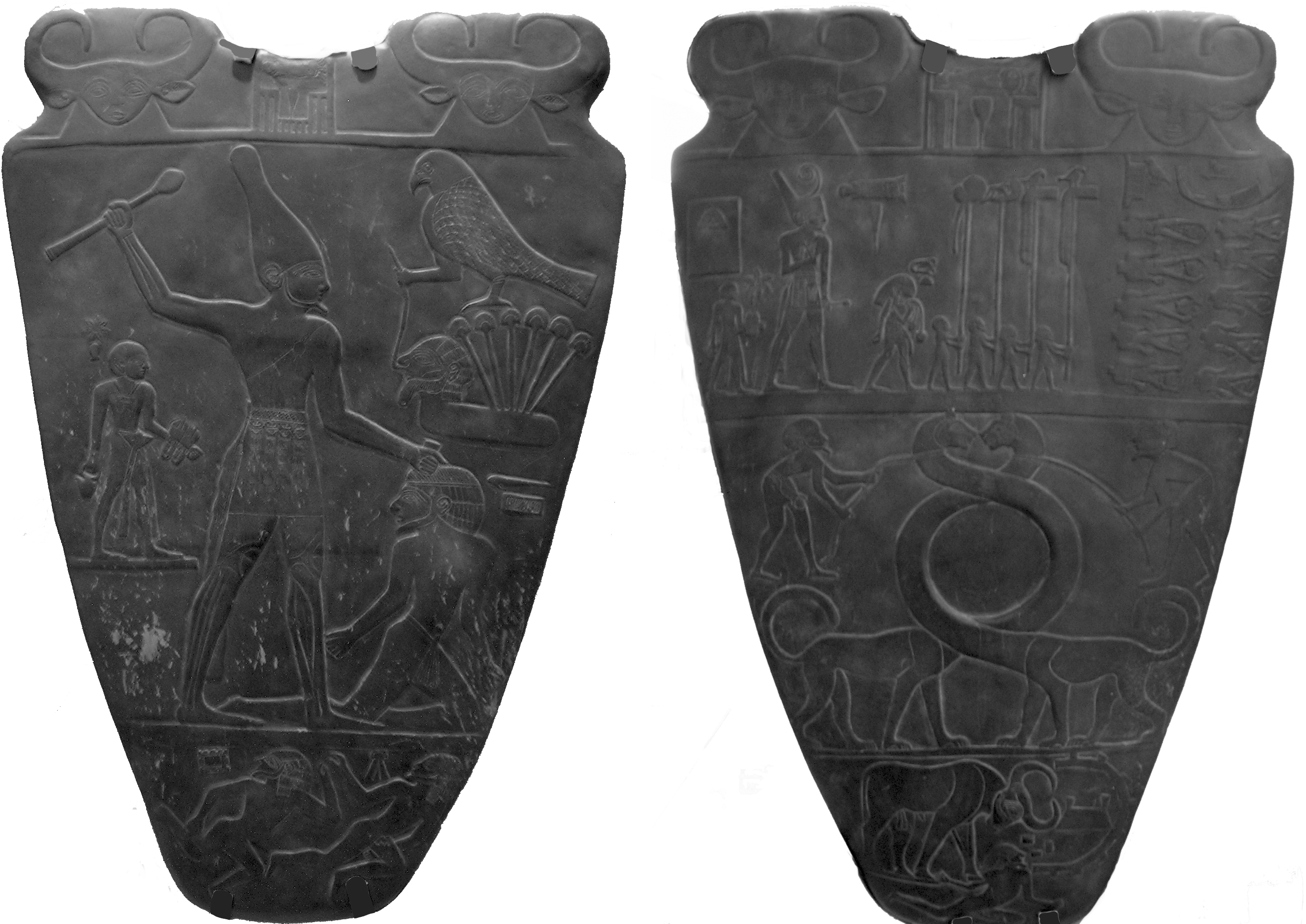
Paleta lui Narmer
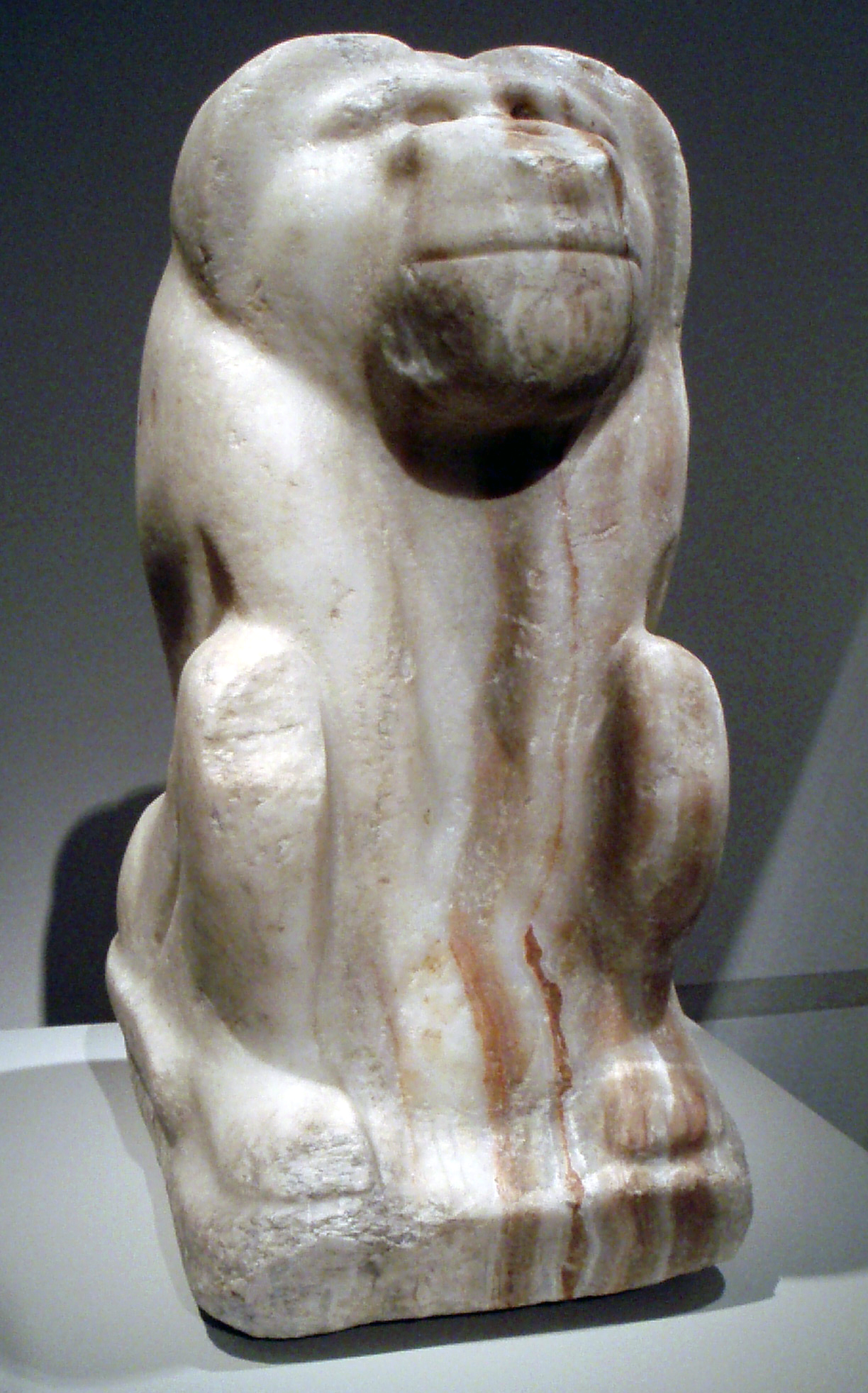
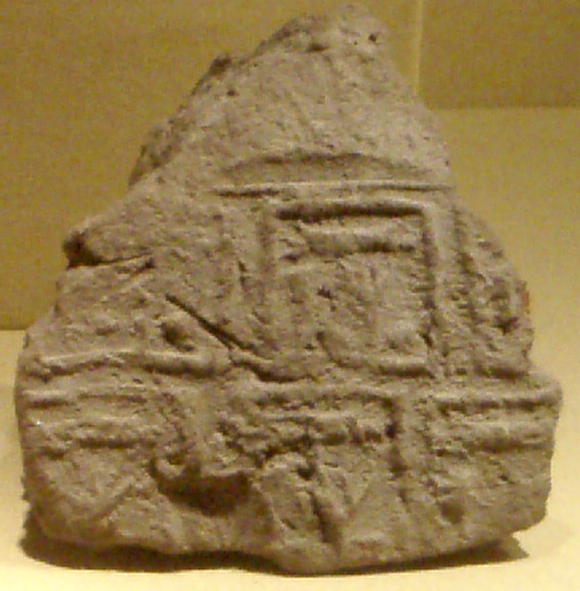
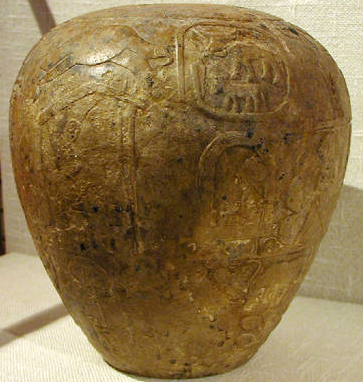
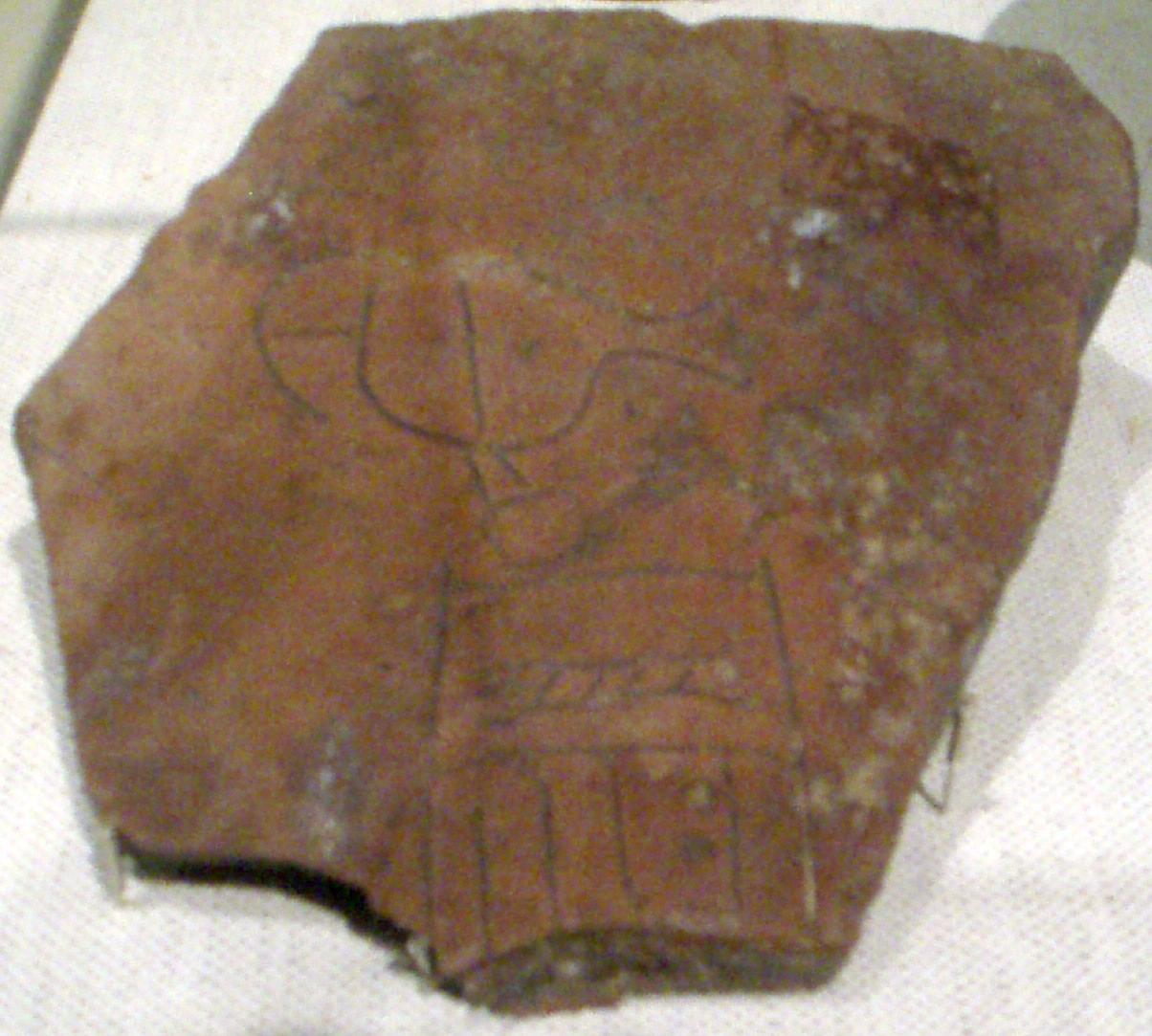